# Angico
Angico é a designação comum a várias árvores  dos gêneros Piptadenia, Parapiptadenia e Anadenanthera da sub-família Mimosoideae. Elas são nativas da América tropical, principalmente do Brasil e também são exploradas e/ou cultivadas devido à boa qualidade da sua madeira.
Há indícios de que essas plantas (principalmente as do gênero Anadenanthera) possuíram presença marcante na esfera religiosa de várias tribos indígenas da América do Sul e leste do Caribe.  Uma das possíveis explicações para esse fato é a presença de alcalóides psicoativos, dentre os quais a bufotenina (5-OH-DMT) em quantidades que variam de 1 a 12% da massa das sementes e o N,N-DMT e 5-MeO-DMT em quantidades menores.

## Espécies
Exemplos:
- Angico branco liso (Anadenanthera colubrina; Leguminosae - Mimosaceae)
- Angico vermelho (Anadenanthera macrocarpa; Leguminosae - Mimosaceae)
- Angico-do-cerrado (Anadenanthera falcata; Leguminosae - Mimosaceae)